# Forêt carolinienne

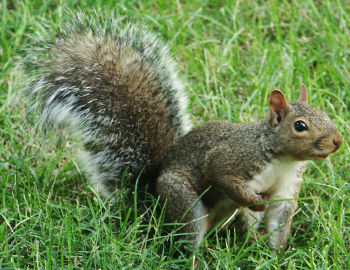
L’écureuil gris est un animal qui fréquente la forêt carolinienne.

La forêt carolinienne est un terme pour désigner les forêts feuillues du sud-est de l'Amérique du Nord. Le terme est principalement utilisé au Canada, les États-Unis lui préférant le nom de « forêts feuillues de l'Est » et « forêt de l'Est ».
Le territoire de cette forêt comprend les Carolines, les Virginies, le Kentucky, le Tennessee, le Maryland, le Delaware, la Pennsylvanie, l'Ohio, une partie de l'État de New York, le sud de la Nouvelle-Angleterre, le sud du Michigan et de l'Illinois. Au Canada, elle couvre le sud de la province de l'Ontario entre Windsor et Toronto.

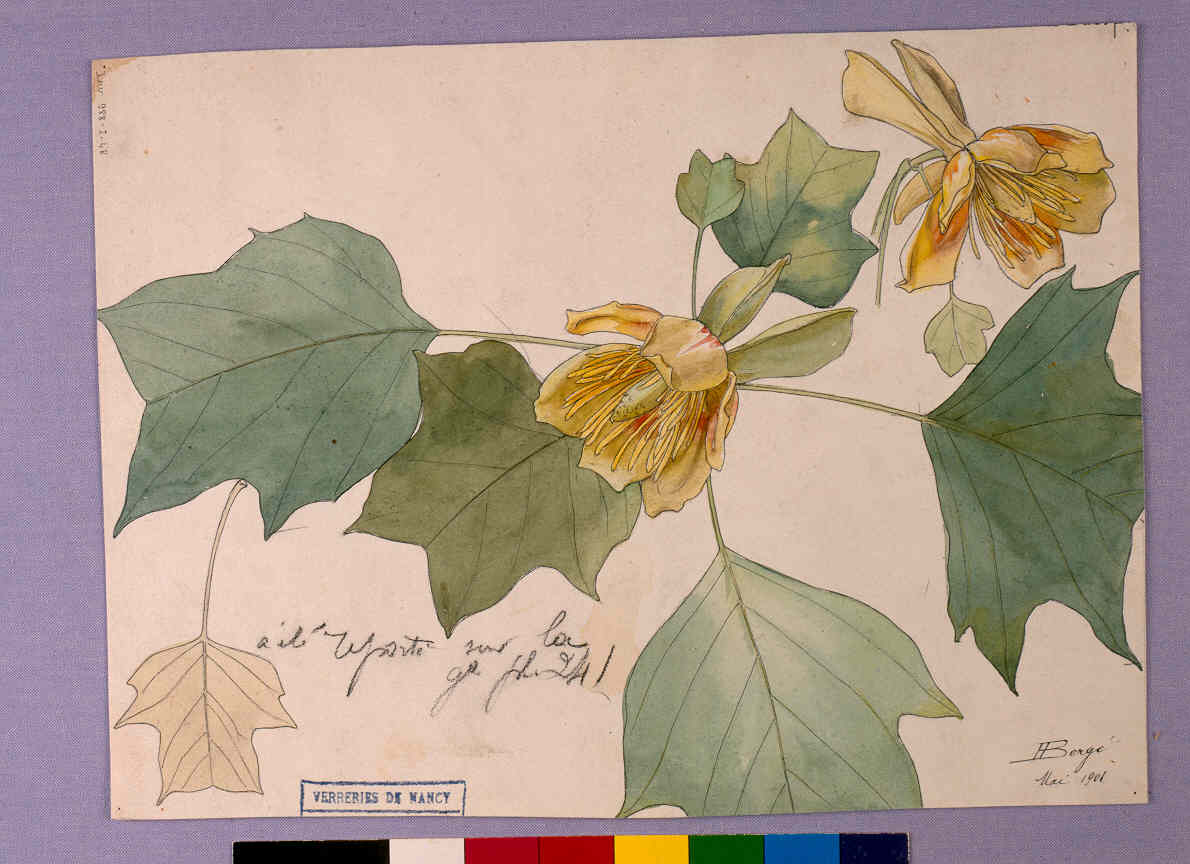
Tulipier de Virginie, 1901, Henri Bergé, musée de l'Ecole de Nancy.

Les principaux arbres présents dans la forêt carolinienne sont le frêne, le bouleau, le noyer, le châtaignier, le caryer et le chêne. Le plus grand arbre est le tulipier de Virginie. Les animaux fréquentant cette forêt sont le raton laveur, l'opossum de Virginie, le petit polatouche, la sittelle[Laquelle ?] et la mésange[Laquelle ?].
Environ 80 % de la forêt carolinienne du Canada a été abattue. La forêt restante est de petite taille et est toujours menacée par le développement de l'agriculture et l'étalement urbain.